# 弗朗西斯科·马丁内斯
弗朗西斯科·马丁内斯·科尔德罗（西班牙語：Francisco Martínez Cordero，1910年6月20日—1993年12月1日），生于華雷斯城，墨西哥男子篮球运动员。他曾代表墨西哥获得1936年夏季奥运会篮球比赛男子铜牌。